# Balança corrente
Em contabilidade nacional, a balança corrente é uma das três balanças primárias que compõem a balança de pagamentos, juntamente com a balança de capital e a balança financeira. Por sua vez, a balança corrente é composta pela balança de bens, a balança de serviços, a balança de rendimentos e a balança de transferências correntes. Portanto, esta balança inclui as transacções que têm um carácter regular com o resto do mundo como as exportações, as importações, os rendimentos dos factores produtivos e transferências unilaterais.
A balança corrente é um dos principais indicadores sobre o comércio internacional de um país. Quando esta apresenta um saldo positivo, vulgo superavit externo, então indica que os seus activos no estrangeiro aumentaram, e vice-versa. Também é de notar que uma balança corrente negativa (deficit externo) implica que a economia do país está a ser financiada por poupança externa.

## Composição
Seguindo o SEC2010, as normas de contabilidade nacional que regem a produção de dados na União Europeia, a balança corrente decompõe-se em quatro contas:
- Balança comercial: resulta da agregação da balança de bens com a de serviços;
  - Balança de bens (ou de mercadorias): registra as exportações e as importações de mercadorias;
  - Balança de serviços: contabiliza as prestações de serviço, entre as quais turismo e transporte;
- Balança de transacções correntes: agrega as transacções que correspondem a rendimentos decorrentes de activos que residentes possuem no exterior e estrangeiros no território nacional;
- Balança de transferências: registra as transferências unilaterais, ou seja, aquelas que não correspondem a rendimentos dos factores de produção ou destinam-se a pagamentos. Como exemplo temos as remessas dos emigrantes.[5]

## Países

### Portugal

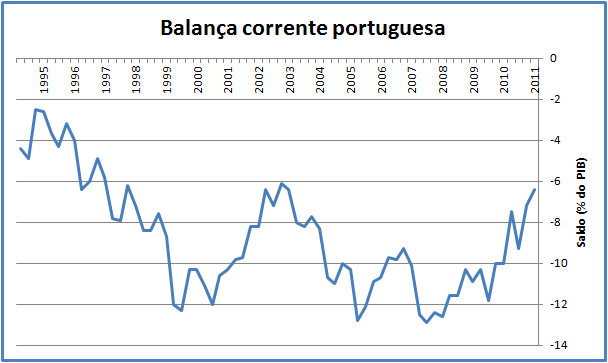
Balança corrente portuguesa desde 1995 a 2011.

A economia portuguesa não registra um superavit externo desde 1993. Entre 1999, ano de adesão ao euro, e 2011, ano do regaste financeiro executado pelo Banco Central Europeu, Comissão Europeia e Fundo Monetário Internacional, o saldo médio do período é de -9,7% do produto interno bruto.
Economistas como Paul Krugman (Prémio Nobel da Economia de 2008), e Paul de Grauwe argumentam que foi a combinação  de défices externos persistentes e elevados e a adopção de uma moeda que não controlam, que criou uma situação propícia à crise europeia.